# Британское и иностранное библейское общество
Британское и Иностранное Библейское Общество (БИБО; BFBS — сокращенно на англ. языке) было учреждено в Англии 7 марта 1804 года группой христиан с участием пастора Томаса Чарльза (1755 г. — 1814 г.; Уэльс, Великобритания) для распространения Библии в Англии, Уэльсе, по всей Великобритании, и по всему миру.